# قائمة رؤساء الاتحادية الجزائرية لكرة القدم
يجهل كثيرون هوية الأسماء التي كان لها شرف رئاسة الاتحادية الجزائرية لكرة القدم، سنسلّط الضوء على جميع الأسماء التي كان لها شرف رئاسة أكبر اتحادية رياضية في الجزائر.
أوّل من ترأس (الفاف) هو محمد معوش وإلى غاية الرئيس الحالي محمد روراوة بين الرجلين 25 شخصية تقلّدت منصب أعلى هيئة رياضية في بلادنا ولنبدأ من حيث تأسّست الاتحادية الجزائرية لكرة القدم أشهر قليلة بعد بزوغ شمس الحرية على بلاد المليون والنص مليون شهيد.

## أوّل اجتماع تأسيسي للاتحادية الجزائرية لكرة القدم
أوّل اجتماع تأسيسي للاتحادية الجزائرية لكرة القدم انعقد بتاريخ 16 سبتمبر 1962 في شارع العقيد عميروش بالجزائر العاصمة. جاء هذا الاجتماع التأسيسي من أجل تنظيم المنظومة الكروية في بلادنا بعد أن كانت الرياضة في الجزائر ترضخ تحت المستعمر الفرنسي فتم اختيار تاريخ 16 سبتمبر 1962 لعقد هذا الاجتماع الذي كان بمثابة انطلاقة حقيقية لغد أفضل في تاريخ كرة القدم الجزائرية. حضر هذا الاجتماع العديد من الشخصيات الكروية آنذاك وفق التقسيم الجغرافي شرق وغرب ووسط فمن الغرب حصر كل من عبد اللّه ميلود وبن كحلة وحيد وبن عمر ميلود ومن منطقة الشرق حضر الاجتماع كل من بن شيخ لفقون وبن ديب عبد المجيد ومحمد بودرسالة ومثّل منطقة الوسط كل من جواد تشبون محمد بن هورة سكندراني بلقسام ومصطفى سكندراني وقسمان وندل الذي كان يشغل منصب منسق تقني في رابطة الجزائر. وخلال هذا الاجتماع تم تحديد معالم كرة القدم الجزائرية منها تأسيس المنتخب الوطني تعيين تواريخ أدوار كأس الجزائر وتاريخ انطلاقة أول بطولة وطنية والتي كانت على شكل بطولة جهوية من أربع مجموعات وفق التقسيم الجغرافي.
21 أكتوبر 1963

## تأسيس الإتحادية الجزائرية للكرة القدم (الفاف)
بعد 14 شهرا تقريبا عن أول اجتماع تأسيس للاتحادية الجزائرية لكرة القدم جاء تاريخ 21 أكتوبر 1963 الذي شكل بداية حقيقية في تاريخ كرة القدم الجزائرية وهو اليوم الذي تأسست فيه (الفاف) خلال الاجتماع المنعقد في مقر رابطة الجزائر لكرة القدم. حضر الاجتماع العديد من الشخصيات الكروية وفيه تم انتخاب محند معوش رئيسا للاتحادية الجزائرية لكرة القدم فيما تم تعيين محمد كسول نائب أول للرئيس بينما تم تعيين كل من بن عمر ميلود وأحمد أجاوت ولفغون بن شيخ نواب الرئيس أما لخيال محي الدين فتم تعيين أمين عام للاتحادية. وفور قرار التأسيس انضمت الاتحادية الجزائرية لكرة القدم إلى المحفل الدولي العالمي (الفيفا) وقد بارك رئيس الجمهورية آنذاك أحمد بن بلة قرار تأسيس (الفاف) وأرسل برقية تهنئة إلى الرئيس المنتخب محمد معوش متمنيا للجميع مسار موفق في خدمة كرة القدم الجزائرية.

### الراحل محمد معوش
من أكتوبر 1963 إلى أكتوبر 1969
دامت فترة الراحل الدكتور معوش على رأس الاتحادية الجزائرية لكرة القدم ست سنوات كاملة فبعد أن تم تجديد فيه الثقة لعهدة ثانية في عام 1966 بالإجماع وفي عام 1969 لقي حتفه في حادث سقوط طائرة في سماء الجماهيرية العربية الليبية. عرفت الكرة الجزائرية في عهدا الراحل الدكتور معوش تقدما كبيرا فبعد مشاركة المنتخب الوطني في الألعاب الإفريقية ببرازافيل عام 1965 حقق المنتخب الوطني سنتين من بعد خطورة كبيرة بتأهله إلى الأدوار النهائية لكأس أمم إفريقيا التي جرت في مثل هذه الأيام من عام 1967 بإثيوبيا. فحتى إن أقصي زملاء حسن لالماس من الدور الأول إلا أن شبان الجزائر تركوا انطباعا حسنا بدليل اختيار لالماس ضمن أحسن اللاعبين في البطولة.

### الراحل محمد بن نونيش
من أكتوبر 1969 إلى جويلية 1973
بعد الراحل الدكتور محمد معوش الذي دامت فترته إلى غاية 1969 خلفه السيد محمد بن تونيش حيث دامت فترة رئاسته للاتحادية أربع سنوات أي إلى غاية عام 1973. على عكس الراحل الدكتور معوش شهدت فترة بن تونيش تراجعا كبيرا للكرة الجزائرية على الصعيد القاري حيث فشل المنتخب الوطني في التأهل إلى نهائيات كاس أمم إفريقيا عام 1970 كما أقصي في الدور الأول من مونديال المكسيك عام 1970. نفس الإخفاق سجله المنتخب الوطني في إقصائيات كأس أمم إفريقيا عام 1972 حيث خرج في الدور الأول أمام المنتخب المغربي بعد فوز المغرب في لقاء الذهاب (2 - 0) لم يجد الفوز المحقق في لقاء الذهاب نفعا لزملاء عبد الحميد صالحي. إخفاق (الخضر) خلال فترة الرئيس بن تونيش لم يقتصر فقط على إقصائات كأس أمم إفريقيا بل كان في إقصائيات أولمبياد ميونيخ بخروجه في الدور الأول أمام المنتخب المالي بخسارته لقاء الذهاب في بماكو بهدف لصفر وتعادل في الجزائر في لقاء الإياب بهدفين لمثلهما.

### الدكتور بن عودة عمار
من جويلية 1973 إلى ماي 1975
لم يتقدم السيد بن عودة عمار إلى رابع انتخابات للاتحادية التي جرت في شهر جويلية 1973 ففي ظل احتفالات الجزائريين بالذكرى الحادية عشر للاستقلال كان أعضاء الجمعية العامة للاتحادية على موعد مع انتخابات (الفاف) والتي فاز بها الدكتور بن عودة عمار أحد الوجوه الرياضية المعروفة خاصة على مستوى منطقة الغرب الجزائري. الضربة الموجعة التي تلقاها الجمهور الرياضي الجزائري في ظرف قياسي في طرف شهرين على يد المنتخب التونسي عجلت بتقديم بن عودة عمار لاستقالته من على رأس (الفاف). الضربة الأولى كانت إقصاء (الخضر) في أول دور تصفوي لكأس أمم إفريقيا التي جرت نهائياتها في إثيوبيا فبعد عودة المنتخب الوطني بتعادل ايجابي من تونس بهدف لمثله حلم التأهل إلى الدور الثاني تبخر بعد خسارة مرة بالجزائر (2 - 1). شهر من بعد تقريبا وفي يوم 11 ماي 1975 جسد المنتخب التونسي تفوقه على منتخبنا الوطني بقرضه التعادل في ملعب 5 جويلية هدف لمثله في أول دور إقصائي لأولمبياد مونتريال نتيجة كان لها الأثر السلبي على رئيس الاتحادية بن عودة عمار حيث قرر تقديم استقالته.

### الراحل عبد النّور بقة
من أوت 1975 إلى جانفى 1978
قبل انتخاب عبد النور بقة رئيسا للاتحادية الجزائرية لكرة القدم في شهر أوت من عام 1975 أقصي الفريق الوطني من أولمبياد مونتريال بعد خسارته لقاء الإياب أمام المنتخب التونسي (2 - 1). جاء انتخاب عبد النور بقة على رأس (الفاف) خلفا للمستقيل عمار بن عودة ثلاثة أسابيع فقط قبل انطلاق دورة البحر الأبيض المتوسط في بلادنا الأمر الذي تطلب من القادم إلى مقر (الفاف) تسخير كل الإمكانيات للمنتخب من أجل طي إخفاقاته المتتالية في المنافسات القارية والدولية. ومن بين ما قام به عبد النور بقة هو تعيينه للمدرب رشيد مخلوفي على رأس المنتخب الأول بعد أن كان هذا الأخير على رأس المنتخب الوطني العسكري وبما أن مخلوفي يعرق خبايا المنتخبات دول إفريقيا الشمالية ودول جنوب المتوسط استطاع أن يبهر المتتبّعين خلال تكل الدورة فلم يشكل تتويج المنتخب بالميدالية الذهبية مفاجأة للمتتبعين بالرغم من أن المنافس كان اسمه المنتخب الفرنسي (أمال) حيث هزمه بثلاث أهداف لهدفين بعد لجوء المنتخبين إلى الوقت الإضافي الذي ابتسم لزملاء عمر بتروني صاحب هدف التعادل في الوقت بدل الضائع في التسعين دقيقة. تتويج المنتخب الوطني بالميدالية الذهبية لكرة القدم لدورة المتوسط عام 1975 وهي الميدالية الذهبية الوحيدة للتذكير للكرة الجزائرية في هذه المنافسة شكل نصرا كبيرا لعبد النور بقة لكن للأسف لعنة فشل المنتخب الوطني في بلوغ نهائيات كاس أمم إفريقيا تكررت في دورة غانا عام 1978 إثر خسارة (الخضر) لقاء الذهاب بلوزاكا أمام المنتحب الزامبي (2 - 0) علما أن لقاء الذهاب الذي جرى في ملعب 5 جويلية انتهى بفوز الجزائر (2 - 1). ستة أشهر بعد هذا الإخفاق ترك عبد النور بقة منصبه دون أن يكمل عهدته.

### قارة تركي
من جانفي 1978 إلى أكتوبر 1980
في نفس الشهر أي شهر جانفي من عام 1978 الذي رحل فيه عبد النور بقة من رئاسة (الفاف) تم تعيين السيد قارة تركي على رأس هذه الهيئة ودامت فترة هذا الرجل سنتين وعشر أشهر حقق فيها المنتخب الوطني خلال حقبة السيد الحاج سقال الكثير من الإنجازات التاريخية أولها تتويج (الخضر) بالميدالية الذهبية للألعاب الإفريقية الخامسة التي جرت في بلادنا عام 1978 بتفوقه في اللقاء النهائي على المنتخب النيجيري بهدف دون رد وقعه اللاعب علي بن شيخ. كما الحق منتخبنا الوطني أثقل هزيمة في تاريخ المنتخب المغربي حيث فاز عليه في آخر جولة اقصائية لأولمبياد موسكو عام 1980 بـ (5 - 1) في الدار البيضاء المغربية و (3 - 0) في ملعب 5 جويلية لينتزع ورقة العبور إلى الأدوار النهائية حيث لم يكتف زملاء الراحل محمد خديس في الأولمبياد بالمشاركة الرمزية فقط بل تمكنوا من بلوغ الدور الثاني ليودعوا الدورة على يد المنتخب اليوغسلافي بخسارة قاسية (3 - 0) وهي آخر مرة يبلغ فيها المنتخب الجزائري لكرة القدم الأدوار النهائية للأولمبياد. وقبل ذلك كان المنتخب الوطني قد وصل إلى نهائيات كأس أمم إفريقيا بنيجيريا لكنه خسر النهائي أمام منتخب البلد المنظم (3 - 0).

### الحاج سقال
من نوفمبر 1980 إلى نوفمبر 1982
سنتان بالتمام والكمال هي الفترة التي ترأس فيها الحاج سقال (الفاف). ورغم قصر هذه الفترة إلا أن المنتخب الوطني وصل خلال عهدة هذا الرحل إلى أعلى هرم الكرة الإفريقية ببلوغه مونديال إسبانيا عام 1982 وتأهله إلى نهائيات كاس أمم إفريقيا لنفس العام بليبيا لكن الغرور كلف (الخضر) خسارة الكأس التي كانت بين ابدي اللاعبين. لكن في بلاد الأندلس وأمام أعين الحاج سقال الحق منتخبنا الوطني هزيمة تاريخية بالمنتخب الألماني بفوزه عليه (2 - 1). أربعة أشهر من مونديال إسبانيا غادر الحاج سقال مقر الاتحادية تاركا وراءه ذكريات جميلة في تاريخ الكرة الجزائرية.

### الراحل عمر كزال
من نوفمبر 1982 إلى أفريل 1984 ومن جويلية 1989 إلى نوفمبر 1992 ومن أفريل 2000 إلى أوت 2001
يعدّ عمر كزال الوحيد في تاريخ (الفاف) الذي ترأس هذه الهيئة لثلاث مرات المرة الأولى كانت من نوفمبر 1982 إلى أفريل 1984 والمرة الثانية امتدت من شهر جويلية 1989 إلى شهر نوفمبر 1992 والمرة الثالثة كانت من أفريل 2000 إلى أوت 2001. يمكن القول إن رئاسة كزال للاتحادية شهدت الكرة الجزائرية مستويات متباينة فإذا كانت الفترة الأولى قد بلغ فيها منتخبنا نهائيات كاس أمم إفريقيا عام 1984 بكوت ديفوار واحتلاله الصف الثالث فإن في الفترة الثالثة نال فيها منتخبنا الوطني التاج القاري عام 1990 بتفوقه على المنتخب النيجيري بالجزائر. كما سجل المنتخب الوطني في عهدته مهزلة خلال دفاعه عن لقبه القاري بالسنغال حيث أقصي المنتخب بقيادة الشيخ كرمالي في الدور الأول. الفترة الثالثة تزامنت مع الأيام السوداء التي ميزت الكرة الجزائرية وكان من نتاج ذلك سوء الاستقرار على رأس الاتحادية حيث لم يكمل عمر كزوال عهدته وهي نفس الميزة التي ميزت عهدتها الأولى والثانية حيث لم يكمل كذالك عهدته الرئاسية.

### محمد روراوة
من مواليد (1946 في القصبة، الجزائر العاصمة) هو رئيس الاتحادية الجزائرية لكرة القدم السابق، ونائب رئيس الاتحاد العربي لكرة القدم ، ورئيس اتحاد شمال أفريقيا لكرة القدم ورئيس لجنة منافسة رابطة الأبطال العربية. ترأس منصب رئاسة الاتحادية بين عامي 2001 و2005، وأعيد انتخابه من جديد عام 2009 لمدة أربع سنوات.
اشتغل محمد روراوة موظفاً في وزارة الإعلام الجزائرية، وتسلق المناصب من نائب مدير إلى مدير، استدعي فيما بعد للمشاركة في تنظيم أول مهرجان إفريقي في الجزائر العاصمة، عمل أيضاً مديراً لمركز الإعلام والثقافة، وكان مكلف بالنشاط الثقافي وخاصة السينمائي، في عام 1980 أصبح مسيراً في التلفزيون الجزائري.

### خير الدين زطشي
من مواليد 1965 برج بوعريريج وهو رئيس نادي بارادو السابق واستطاع أن ينجح مع هذا الفريق في ادراته بشكل كبير، وبدأت مسيرته الكروية عام 1994 عندما قام بتأسيس النادي المشار اليه وهو بارادو.
يعتبر نادي بارادو الذي أسسه “زطشي” هو أول ناد جزائري يعتمد علي أمواله الخاصة ولا ينتظر أموال من قبل الفاف ليسير بها أمورة، وذلك معتمدا علي خطة إستراتيجية بشكل بعيد المدي وقام الرجل بافتتاح اكاديمية لتكوين الشباب وصناعة جيل من اللاعبين يحترفون الكرة.
ونجح مع فريقه بارادو الصعود إلى القسم الأول من الدوري الجزائري بعد مسيرة طويلة من التكوين، وقد تم انتخابه رئيسا للفاف الاتحاد الجزائري لكرة القدم وذلك من قبل الجمعية العمومية في «المركز الفني الوطني بسيدي موسى» بالجزائر العاصمة وذلك بعد حصوله علي 64 صوتا مقابل 35 صوتا معارض والغاء أربعة اصوات باطلة.

## وصلات خارجية
- (بالعربية)/(بالفرنسية) Official website